# Dhandhuka
Dhandhuka (del guyarati: ધંધુકા) es una ciudad de la India en el distrito de Ahmedabad del estado de Guyarat.

## Geografía
Se encuentra a una altitud de 24 m s. n. m. a 148 km de la capital estatal, Gandhinagar, en la zona horaria UTC+05:30.

## Demografía
| Gráfica de evolución de Dhandhuka entre 2001 y 2014 |
|                                                     |
| World Gazetteer.                                    |